# Roberto Azevêdo

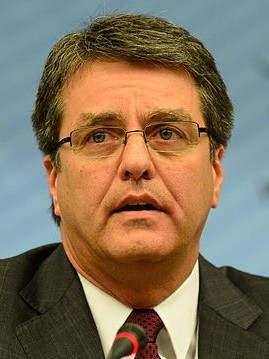
Roberto Azevêdo

Roberto Carvalho de Azevêdo (* 3. Oktober 1957 in Salvador da Bahia, Brasilien) ist ein brasilianischer Diplomat. Vom 1. September 2013 bis 31. August 2020 war er Generaldirektor der Welthandelsorganisation (WTO). Er löste den Franzosen Pascal Lamy ab, der dieses Amt seit 2005 innehatte. Seit 2020 ist er Executive Vice President und Director of Corporate Affairs von PepsiCo.
Azevêdo studierte Elektrotechnik an der Universidade de Brasília, später Internationale Beziehungen am Instituto Rio Branco, dem Ausbildungsinstitut des brasilianischen Außenministeriums.
1984 trat er in den diplomatischen Dienst Brasiliens ein. Zwischen 1988 und 1991 arbeitete er an der Botschaft in Washington D.C., 1992–1994 an der Botschaft in Montevideo und von 1997 bis 2001 in der Ständigen Vertretung Brasiliens in Genf. Von 2008 bis 2013 war er ständiger Vertreter Brasiliens bei der WTO. Zuvor leitete er das Wirtschaftsreferat im brasilianischen Außenministerium. Sein Amt legte er zum 31. August 2020 nieder. Seine Nachfolgerin wurde Ngozi Okonjo-Iweala.